# Bearden (Oklahoma)
Bearden – miasto w Stanach Zjednoczonych, w stanie Oklahoma, w hrabstwie Okfuskee.